# Dipartimento di Mbam e Inoubou
Il dipartimento di Mbam e Inoubou è un dipartimento del Camerun nella regione del Centro.

## Comuni
Il dipartimento è suddiviso in 7 comuni:
- Bafia
- Bokito
- Deuk
- Makénéné
- Ndikiniméki
- Nitoukou
- Ombessa